# Tratado de Heligoland-Zanzíbar
El Tratado de Heligoland-Zanzíbar (Helgoland-Sansibar-Vertrag en alemán, Heligoland-Zanzibar Treaty en inglés), firmado el 1 de julio de 1890 fue un acuerdo entre Reino Unido y Alemania —por lo que también se le conoce como Acuerdo Anglo-Alemán de 1890— en relación con los intereses territoriales de ambas potencias en el África austral.

## Principales puntos del tratado
Alemania ganó la isla de Heligoland (Helgoland en alemán, originalmente propiedad del ducado de Holstein-Gottorp) en el mar del Norte, la franja de Caprivi (cacicazgo del pueblo Fwe de Namibia), y la propiedad y control de la costa de Dar es Salaam, región que conformaba el corazón del África Oriental Alemana (territorio que al pasar a manos inglesas fue rebautizado como Tanganica, en la actualidad parte de Tanzania). 
A su vez, Alemania entregó al Reino Unido el protectorado sobre del Sultanato de Witulandia (Deutsch-Witu), en la costa de Kenia, y otros puntos del oriente de África (puntos de vital importancia para el Reino Unido, necesarios para la construcción del ferrocarril al lago Victoria), y prometió no interferir en las acciones del Reino Unido en relación con el Sultanato de Zanzíbar. El Reino Unido declaró un protectorado sobre el sultanato de Zanzíbar y sus territorios insulares (las islas de Zanzíbar y Pemba) y, en 1896, después de la guerra anglo-zanzibariana obtuvo el control total del estado. 
Además, el tratado también fijó los límites del África del Sudoeste Alemana (actual Namibia) y se establecieron las fronteras entre el Togo alemán y la Costa de Oro británica (actual Ghana;) además de los límites del Camerún alemán y la Nigeria británica.